# كين فوغارتي
كين فوغارتي (بالإنجليزية: Ken Fogarty)‏ هو لاعب كرة قدم ومدرب كرة قدم بريطاني، ولد في 25 يناير 1955 في مانشستر في المملكة المتحدة. لعب مع ستوكبورت كونتي وفورت لودردايل سترايكرز.